# Захарівська селищна територіальна громада
Захарівська селищна територіальна громада — територіальна громада в Роздільнянському районі Одеської області України. Населення громади становить 13 246 осіб, адміністративний центр — селище Захарівка.
Утворена в результаті об'єднання Захарівської селищної ради із Василівською, Войничівською, Йосипівською, Карабанівською, Мар'янівською, Новозаріцькою, Онилівською, Павлівською і Росіянівською сільськими радами Захарівського району.
Перші вибори відбулися 25 жовтня 2020 року.

## Склад
До громади входить селище Захарівка та 36 сіл:
- Балашове
- Бірносове
- Богданове Перше (незаселене з другої половини 2000-х років)
- Болгарка
- Василівка
- Войничеве
- Гірківка
- Глибокояр
- Давидівка
- Дементівка
- Єлизаветівка
- Жигайлове
- Йосипівка
- Карабанове
- Козацьке
- Кошарка
- Кримпулька
- Майорське
- Мала Топорівка
- Мар'янівка
- Нова Шибка
- Новозаріцьке
- Новомиколаївка
- Новопавлівка
- Оленівка
- Онилове
- Павлівка
- Парканівка
- Петрівка
- Савчинське
- Самійлівка
- Стоянове
- Унтилівка
- Федосіївка
- Червона Стінка
- Щасливе